# آلودگی (محیط)

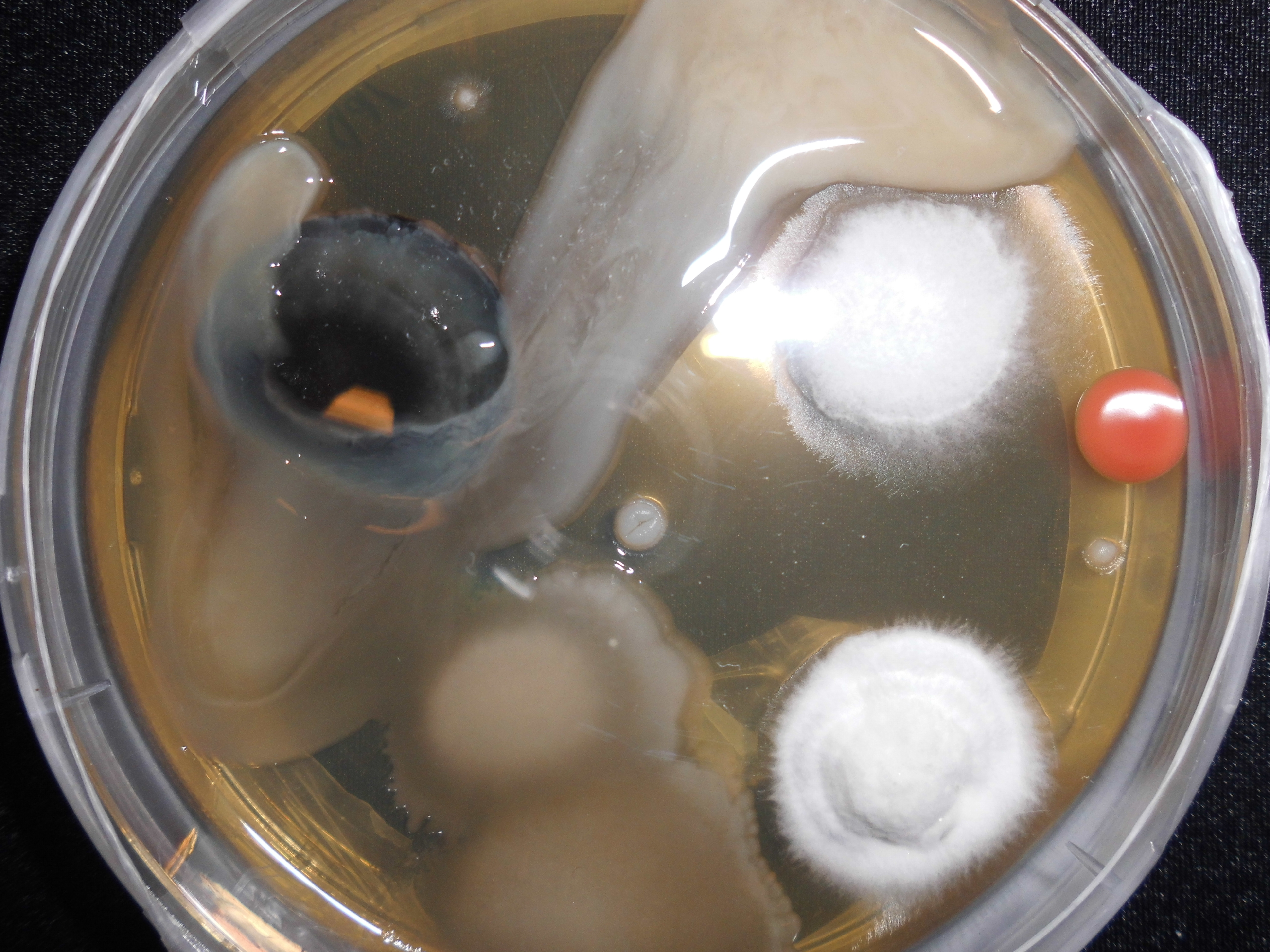
آلودگی روی صفحه آگار

آلودگی (به انگلیسی: Contamination) عبارت است از وجود یک ماده تشکیل‌دهنده، ناخالصی یا هر عنصر نامطلوب دیگری که مواد، جسم فیزیکی، محیط طبیعی، محل کار و غیره را فاسد، نابود، آلوده، ناسازگار یا پست و بی‌ارزش می‌کند.

## انواع آلودگی
در علوم مختلف، کلمه «آلودگی» می‌تواند تفاوت‌های ظریف مختلفی را در معنا به خود بگیرد، چه آلاینده جامد باشد یا مایع، همچنین تنوع محیطی که آلاینده در آن قرار دارد. یک آلاینده حتی ممکن است انتزاعی‌تر باشد، مانند یک منبع انرژی ناخواسته که ممکن است در فرایند تداخل ایجاد کند.

## آلودگی محیط زیست
در شیمی محیط زیست، اصطلاح آلودگی موضوعی است که به سبب آن آسیب بزرگی به انسان، موجودات یا محیط زیست وارد می‌شود. یک آلاینده زیست‌محیطی ممکن است دارای ماهیت شیمیایی، بیولوژیکی (باکتری‌های بیماری‌زا، گونه‌های مهاجم ویروس) یا فیزیکی باشد. کنترل و نظارت بر محیط زیست یکی از مکانیسم‌هایی است که دانشمندان برای تشخیص زودهنگام آلودگی قبل از اینکه خیلی مضر شود، استفاده می‌کنند.

## آلودگی رادیواکتیو
در محیط‌هایی که ایمنی هسته‌ای و حفاظت در برابر تشعشع مورد نیاز است، آلودگی رادیواکتیو یک نگرانی است. مواد رادیواکتیو می‌توانند روی سطوح، یا در جامدات، مایعات، گازها یا روی بدن انسان ظاهر شوند، جایی که حضور آنها ناخواسته و نامطلوب است اما در پروسه روندهای کاری می‌توانند در چنین مکان‌هایی ظاهر شوند. چندین نمونه از آلودگی رادیواکتیو عبارتند از:
- باقیمانده ایزوتوپ پرتوزا در یک سایت هسته‌ای مانند مانند نیروگاه، رآکتور تحقیقاتی، راکتور ایزوتوپی یا ناوگان دریایی هسته‌ای یا زیردریایی هسته‌ای پس از عملیات از کار انداختن و تخلیه آن همچنان باقی می‌ماند.[۶]
- مواد رادیواکتیو خورده شده یا جذب شده (مانند رادیودارو) توسط یک موجود زنده، خواه ناخواه آن را آلوده می‌کند.[۷]
- پراکندگی عناصر و آلودگی‌هایی مانند آلودگی ید-۱۳۱ و سزیم-۱۳۷ پس از فاجعه چرنوبیل اوکراین.[۸]